# Satz von Kato
Der Satz von Kato ist ein mathematischer Lehrsatz, der dem Gebiet der  Funktionalanalysis angehört und auf den japanischen Mathematiker Tosio Kato zurückgeht. Der Satz behandelt eine Eigenschaft der stetigen linearen Abbildungen zwischen Banachräumen.

## Formulierung des Satzes
Der Satz lässt sich angeben wie folgt:
Gegeben seien zwei Banachräume {\displaystyle E,F} und eine stetige lineare Abbildung {\displaystyle A\colon E\to F}.
Der Bildraum {\displaystyle A(E)\subseteq F} besitze endliche Kodimension.

Dann gilt:
{\displaystyle A(E)} ist ein abgeschlossener Unterraum von {\displaystyle F}.

## Verallgemeinerung
Der Satz von Kato ist eine direkte Folgerung aus einem allgemeineren Satz, der lautet wie folgt:
Gibt es unter den obigen Voraussetzungen einen abgeschlossenen Unterraum {\displaystyle G\subseteq F} derart, dass einerseits {\displaystyle A(E)\cap G=\{0\}} und andererseits die direkte Summe {\displaystyle A(E)\oplus G} ein abgeschlossener Unterraum von {\displaystyle F} ist, so muss bereits {\displaystyle A(E)} selbst ein abgeschlossener Unterraum von {\displaystyle F} sein.

## Andere Fassung
Der Satz von Kato ist in der Fachliteratur auch in einer anderen Fassung zu finden, welche zwischen der oben dargebotenen Version und der obigen Verallgemeinerung angesiedelt ist. Diese Fassung lautet wie folgt:
 Es sei {\displaystyle A} ein stetiger linearer Endomorphismus auf dem Banachraum {\displaystyle E} und weiter {\displaystyle G} ein abgeschlossener Unterraum von {\displaystyle E} derart, dass einerseits {\displaystyle A(E)\cap G=\{0\}} und andererseits die direkte Summe {\displaystyle A(E)\oplus G} ein abgeschlossener Unterraum von {\displaystyle E} ist.
Dann ist der Bildraum {\displaystyle A(E)} bereits selbst ein abgeschlossener Unterraum von {\displaystyle E}.

## Verwandtes Resultat: Der Satz von Riesz über kompakte Operatoren
Die Bedeutung der im Satz von Kato aufgeworfenen Frage nach dem Zusammenhang zwischen Abgeschlossenheit und Kodimensionalität der Bildräume stetiger linearer Abbildungen zeigt sich auch bei der Untersuchung der kompakten Operatoren auf Banachräumen. Hierzu gilt ein klassischer Satz des ungarischen Mathematikers F. Riesz:
 Es sei {\displaystyle A} ein kompakter Operator auf dem Banachraum {\displaystyle E}.
Dann hat der zugehörige Operator {\displaystyle T=Id-A} die folgenden Eigenschaften:
 (1) Der Nullraum von  {\displaystyle T} ist endlich-dimensional.
 (2) Der Bildraum von  {\displaystyle T} ist abgeschlossen.
 (3) Der Faktorraum {\displaystyle E/T(E)} ist endlich-dimensional.